# زن دوم: زنی دیگر
زن دوم: زنی دیگر (به انگلیسی: Souten: The Other Woman) یا سوتن: زنی دیگر فیلمی محصول سال ۲۰۰۶ و به کارگردانی کاران رازدان است. در این فیلم بازیگرانی همچون ماهیما چودری، گلشن گروور، شاکتی کاپور، پادمینی کولاپوری، کیران راتود و ویکرام سینگ ایفای نقش کرده‌اند.